# Citroën Axel
De Citroën Axel was een kleine personenauto die in verschillende Europese landen werd verkocht tussen 1985 en 1989. De Axel was bedoeld als opvolger van de Citroën Ami.

## Beschrijving
De Axel werd door Oltcit in Roemenië geproduceerd als onderdeel van een samenwerking tussen Citroën en de Roemeense regering. 
Er werden vier versies gebouwd:

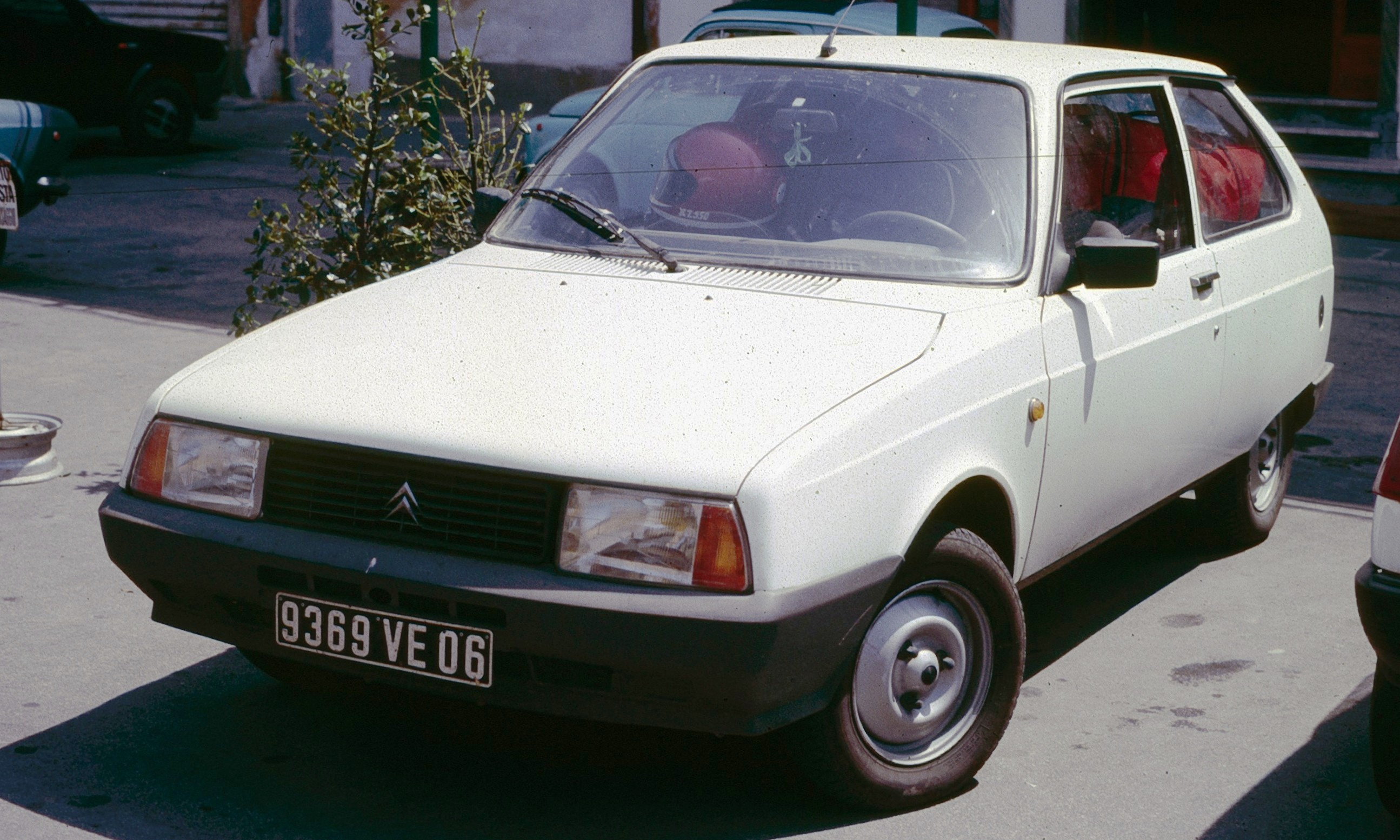
Citroën Axel 11

- Axel Club - Basisversie met 652cc luchtgekoelde tweecilinder boxermotor uit de Citroën Visa en vier versnellingen. Niet door Citroën in West-Europa geleverd.
- Axel 11 - Basisversie met 1129 cc luchtgekoelde viercilinder boxermotor uit de Citroën GS (42 kW) en vier versnellingen.
- Axel 11 R - Luxere versie van de 11, niet in Nederland geleverd
- Axel 12 TRS - Luxe versie (onder andere met digitaal klokje en lichtmetalen velgen) met 1299 cc luchtgekoelde viercilinder boxermotor uit de Citroën GSA (45 kW) en vijf versnellingen.

De Axel lijkt uiterlijk erg veel op de Visa, maar er zijn nauwelijks uitwisselbare onderdelen tussen de twee modellen. De twee zijn totaal andere auto's. De Axel heeft twee portieren, torsiestaafvering en luchtgekoelde boxermotoren van de Citroën GS/GSA. De Visa heeft vier portieren, is afgeleid van de Peugeot 104, had McPherson-schroefvering en (afgezien van de basismodellen "Special" en "Club" die ook de 652cc luchtgekoelde tweecilinders hadden) watergekoelde lijnmotoren van Peugeot. 
Uniek voor de prijsklasse was dat de Axel schijfremmen op alle wielen had; de Visa moest het op de achterwielen met trommelremmen stellen. Ten slotte werd het ontwerp van de Axel speciaal aangepast voor Oost-Europese omstandigheden, met een hogere bodemvrijheid voor de slechte wegen aldaar, en aangepaste ontsteking en carburatie om ook in barre winters te kunnen starten.

## Ontwikkeling
De ontwikkeling van de Axel kende nogal wat omwegen. Onder de naam Projet Y2 werd vanaf 1968 gewerkt aan een prototype op basis van het verlengde onderstel van de juist uitgebrachte Fiat 127. Fiat had namelijk een belang van 49% in PARDEVI, een samenwerkingsverband met Citroën. Toen Citroën in zwaar financieel weer kwam, verkocht Fiat haar aandelen in het samenwerkingsverband aan Michelin. Projet Y werd omgezet naar Projet TA: een model met torsiestaafvering en luchtgekoelde boxermotoren. Ook dit project strandde aanvankelijk toen Peugeot Citroën overnam in 1973/1974. Het project werd weer omgedoopt, nu tot Projet VD, wat tot de Visa zou leiden. 
Normaal gesproken zou dat het einde betekenen van Projet TA, ware het niet dat er in 1976 een kans komt om de auto in Roemenië te gaan produceren. Op 30 december 1976 tekent Citroën een overeenkomst met de Roemeense premier Manea Mănescu van Ceaușescu's regering voor een joint venture. De Axel zou in een 350,000 vierkante meter grote fabriek in Craiova (in de regio Oltenië, vandaar de naam Oltcit) gebouwd gaan worden. Een deel van de wagens werd als Citroën Axel geëxporteerd naar West-Europa. De in Oost-Europa verkochte exemplaren dragen de merknaam Oltcit.
Hoewel de samenwerking uit 1976 dateert en de fabriek in 1980 werd opgeleverd, duurde het door wijdverbreide inefficiëntie en corruptie tot oktober 1982 voordat de eerste auto werd geproduceerd, en pas in 1983 was er sprake van volledige productie. De verkoop in Nederland startte pas in februari 1985 en werd in augustus 1989 gestaakt.
De Oltcit blijft echter in productie. In 1991 beëindigt Citroën de joint venture met de Roemenen. De naam wordt gewijzigd in Oltena, de auto veranderde niet van opzet. Nadat Daewoo in 1994 een belang van 51% in het bedrijf neemt, wordt de merknaam gewijzigd in Rodae. Onder de naam Rodae Oltena worden nog ongeveer 4000 exemplaren van de meest luxe variant uit de oorspronkelijke Oltcit-serie gebouwd.
In totaal zijn slechts 60.184 exemplaren van de Citroën Axel gebouwd, tegenover ca. 157.000 Oltcits. Vandaag de dag rijden er nog maar enkele exemplaren van de in West-Europa verkochte Axels rond.

## Kritiek
Mede door de uitermate slechte afwerking en de bedaagde vormgeving (in het blad Autovisie werd de auto "een jeugdige oldtimer" genoemd) viel de verkoop tegen. De auto heeft dezelfde lijnen als de Visa, maar deze was al vanaf 1979 op de markt en was kwalitatief aanzienlijk beter. De Axel werd daarom met een aanzienlijk lage prijsstelling in de markt gezet. De meest luxe versie lag qua prijs onder die van de kariger uitgeruste Visa 11 RE en de Axel 11 werd in Frankrijk zelfs voor een lager bedrag verkocht dan de Citroën 2CV.